# Élida Passo
Élida Passo (Buenos Aires, 1866 - ibídem, 1893) fue la primera farmacéutica argentina con diploma profesional universitario en dicha carrera, una de las primeras egresadas universitarias de América del Sur y la primera estudiante de una carrera universitaria superior en Argentina.

## Biografía
Passo nació en Buenos Aires en 1866, hija del farmacéutico y boticario Juan Passo. Según algunos indicios, su abuelo, Martiniano Passo, también tenía la misma profesión. Al iniciar sus estudios superiores, primero rindió exámenes preparatorios para estudiar en la Facultad de Humanidades y Filosofía en 1883, y luego tuvo un breve paso por Ciencias Exactas, Físicas y Naturales, ambas facultades de la Universidad de Buenos Aires. Sin embargo, más tarde decidió seguir los pasos de su padre y estudiar Farmacéutica, carrera universitaria considerada menor. Dio el Examen general de Farmacia el 13 de julio de 1885 y recibió su título el 18 de julio del mismo año, por lo que fue la segunda mujer argentina que egresó de una carrera universitaria menor de la que se tiene registro.
Paralelamente, quiso estudiar Medicina, por lo que solicitó su matrícula desde 1883. Sin embargo, las autoridades de la universidad se lo negaron por ser mujer, bajo el argumento de lo difícil o incómodo que sería cursar con todos compañeros hombres y de que no sería adecuado para una mujer ver cuerpos desnudos. Esto llevó a Passo a iniciar un recurso judicial de gran repercusión en el ámbito académico, que terminó a su favor y le permitió inscribirse en la carrera. Durante su etapa de estudiante de Medicina, ejerció dos tipos de prácticas en el Hospital General de Mujeres en Buenos Aires, como practicante menor interna y practicante mayor. Falleció de tuberculosis el 7 de mayo de 1893, cuando cursaba quinto año y estaba cerca de finalizar la carrera de grado que la hubiera llevado a ser también la primera médica del país.